# Missa solemnis (Beethoven)
Pour les articles homonymes, voir Missa Solemnis.
La Messe solennelle en ré majeur ou Missa solemnis, opus 123, de Ludwig van Beethoven, fut composée entre 1818 et 1823, publiée en avril 1827 et dédiée à son élève l'archiduc Rodolphe. Pièce majeure du répertoire sacré en bonne place aux côtés de la Messe en si mineur de Bach et du Requiem de Mozart, elle est l'œuvre la plus longue de Beethoven après son opéra Fidelio et assurément celle qui lui a réclamé le plus de travail. Il s'agit de sa troisième œuvre vocale à caractère sacré, après l'oratorio Le Christ au Mont des Oliviers (1801) et la Messe en ut majeur (1807).
La Missa solemnis était considérée par Beethoven comme « sa meilleure œuvre, son plus grand ouvrage ».

## Contexte et composition
La production de Beethoven comporte peu d'œuvres à caractère sacré : l'oratorio Christus am Ölberge et les Gellert Lieder suivant la crise existentielle survenue en 1802 à Heiligenstadt, la Messe en ut majeur commandée par le prince Esterhazy en 1807 et la Missa solemnis. On peut sans doute y adjoindre des œuvres à caractère spirituel et ontologique comme le finale de la Neuvième Symphonie ou le Dankgesang du 15e Quatuor et celles où apparaît le mythe prométhéen (Les Créatures de Prométhée, Troisième Symphonie).
Les cinq années qui suivent 1812 (l'année des Septième et Huitième symphonies) sont les plus éprouvantes de la vie de Beethoven. Tandis que sa surdité devient totale, il doit faire face à une accumulation de soucis familiaux (décès de son frère Kaspar-Karl en 1815,, série de procès contre sa belle-sœur pour obtenir la tutelle exclusive de son neveu Karl), matériels (isolement, pauvreté grandissante) mais aussi professionnels (perte progressive de la faveur du public viennois) qui se traduisent par un ralentissement considérable de son activité créatrice. Entre 1816 et 1817, le musicien tombe gravement malade et semble proche du suicide. Mais ses forces reviennent vers la fin de 1817, tandis qu'il commence le travail pour la sonate « Hammerklavier ». Beethoven avait toujours été croyant sans être un pratiquant assidu, mais une des caractéristiques du musicien dans sa dernière période créatrice est de s'être tourné vers la spiritualité, comme en témoignent les nombreuses citations d'ordre religieux qu'il recopia dans ses cahiers à partir de 1817 :  
« Je veux donc m'abandonner patiemment à toutes les vicissitudes et placer mon entière confiance uniquement en ton immuable bonté, ô Dieu ! Tienne, immuablement tienne doit se réjouir d'être oui mon âme. Sois mon rocher, ô Dieu, sois ma lumière, sois éternellement mon assurance ! » (Christian Sturm, recopié par Beethoven, 1818) 
Au mois de mai 1818, Vincenz Hauschka est chargé par la Gesellschaft der Musikfreunde de Vienne de demander à son ami Beethoven de composer un oratorio sur un sujet héroïque. Beethoven accepte et, peu après son arrivée à Mödling où il poursuit sa convalescence, il lui écrit :

« Je n'ai pas de sujet autre que religieux, mais si vous en voulez un héroïque, je n'y vois pas d'inconvénient. Toutefois je crois que, pour un tel concours de peuple, il y aurait lieu d'y mêler un peu de sacré. »

— Beethoven, lettre à Vincenz Hauschka, Mödling, début de juin 1818

C'est alors que Beethoven apprend que son élève et ami l'Archiduc Rodolphe est élevé au rang d'archevêque d'Olmütz par le consistoire du 4 juin 1818. Il se propose d'écrire une grande œuvre religieuse pour la cérémonie d'intronisation prévue le 9 mars 1820, comme l'atteste une lettre écrite un an plus tard :

« Le jour où la Grand-Messe composée par moi sera exécutée durant les cérémonies célébrant Votre Altesse Impériale sera pour moi le plus glorieux de ma vie, et Dieu m'inspirera de sorte que mon faible talent contribuera à donner plus de lustre à cette solennité. »

— Beethoven, lettre à l'Archiduc Rodolphe, Mödling, début de juin 1819

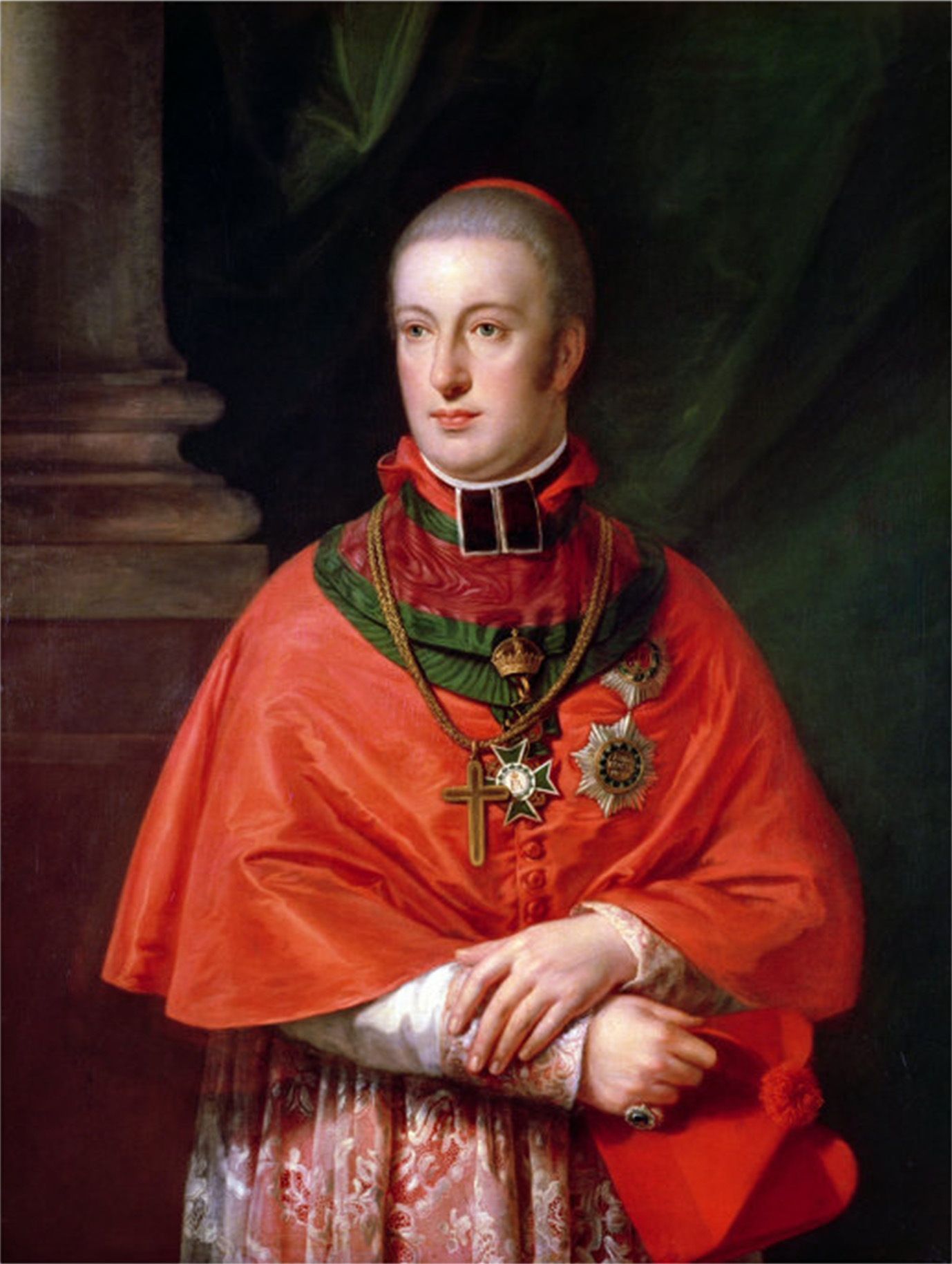
Rodolphe d'Autriche (1788-1831)

Beethoven se met immédiatement au travail. Dans les carnets de l'été 1818 à Mödling, Beethoven note : « Pour écrire de la vraie musique d'église, parcourir tous les chorals d'église des moines, etc., chercher quelque part comment sont les versets dans les traductions les plus exactes, avec la prosodie complète, principalement de tous les psaumes et chants chrétiens-catholiques ». Et il passe en effet du temps dans la bibliothèque de l'archiduc (aujourd'hui Rudolfinum et propriété du Conservatoire de Vienne) à lire les motets de Palestrina et les livres d'offices grégoriens. Mais, plutôt que d'écrire dans le style du plain-chant, il s'inspire surtout du Messie de Haendel dont il recopie les thèmes dans les esquisses de la Missa solemnis.
Beethoven fait état à plusieurs reprises de l'avancement de son travail :

« [...] je ne me sens pas du tout bien, et de nouveau depuis quelque temps je dois prendre des médicaments. C'est  peine si je peux quelques heures par jour me consacrer à ce don le plus précieux du Ciel : mon art et les Muses. J'espère cependant être en état de compléter la Messe et en temps voulu, de manière que si notre accord tient toujours, elle pourra être exécutée le 19 mars 1820. Je serais vraiment au désespoir si mon mauvais état de santé devait m'empêcher d'être prêt ce jour-là. Mais j'ai bon espoir que mes souhaits les plus chers pour que ce but soit atteint se réaliseront. »

— Beethoven, lettre à l'Archiduc Rodolphe, Mödling, le 31 août 1819

« [...] j'ai presque terminé une autre Grand-Messe. »

— Beethoven, lettre à Ferdinand Ries, Vienne, le 10 novembre 1819

« Quant à la Messe qui sera bientôt exécutée, les honoraires sont de 125 louis d'or — Il s'agit d'une grande œuvre — Mais pour celle-ci je vous prie de me faire avoir une réponse dans quelques semaines au maximum car, autrement, étant obligé de la donner en retard à d'autres éditeurs, j'y perdrais. »

— Beethoven, lettre à l'éditeur Peter-Joseph Simrock, Vienne, le 10 février 1820

« Finalement la Messe vous sera remise à Francfort très certainement le mois prochain, disons à la fin de juin. Le cardinal Rodolphe, qui est en général très entiché de mes compositions, bien que jusqu'à présent je n'aie pas connaissance de sa générosité, n'a pas voulu que la Messe fût publiée plus tôt, et c'est depuis trois jours seulement qu'il ma renvoyé la partition et les parties, afin que je ne puisse être lésé par mon éditeur, selon l'expression de Son Altesse. En même temps Son Altesse me demandait que l'œuvre lui soit dédiée. Je suis en train de faire copier une seconde fois la partition pour mon propre usage et la révise avec soin. Dans mon pénible état de santé, tout cela marche plutôt lentement — C'est au plus à la fin du mois prochain que la Messe arrivera à Francfort »

— Beethoven, lettre à Franz Brentano, Vienne, le 19 mai 1822

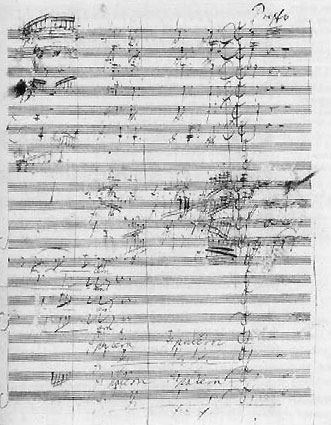
Manuscrit de la Missa solemnis

Les proportions monumentales que prend la Missa Solemnis lui réclament finalement près de cinq années de travail acharné et, comme le font remarquer Jean et Brigitte Massin, la composition est étrangement liée à ses villégiatures d'été :
- Mödling 1818 : ébauche du Kyrie (à la fin de l'année le Kyrie est en bonne voie
- Mödling 1819 : achèvement du Kyrie, composition du Gloria et ébauche du Credo
- Mödling 1820 : achèvement du Credo, composition du Sanctus et du Benedictus
- Vienne 1821 : début de la composition de l'Agnus Dei
- Döblin 1822 : composition du Dona nobis pacem et achèvement de la Missa solemnis" fin 1822

Durant cette période, Beethoven compose également les quatre dernières sonates pour piano. Ce n'est finalement que le 19 mars 1823 que Beethoven envoie la partition à l'archiduc, c'est-à-dire bien après l'intronisation du cardinal qui eut lieu finalement le 20 mars 1820.
Après l'avoir promise à cinq éditeurs, Beethoven ne publie pas encore la messe et conçoit alors d'obtenir la souscription pour 50 ducats minimum de toutes les grandes cours et de toutes les hautes personnalités de l'Europe. Le projet ne rapporta à peu près rien : à peine dix exemplaires souscrits. Quoi qu'il en soit, Beethoven n'a écrit la Missa solemnis ni pour exalter l'archiduc Rodolphe, ni pour gagner de l'argent mais plutôt parce qu'il éprouvait le besoin de traiter un sujet spirituel (cf. supra la lettre à Hauschka). Et nous devons le croire quand il écrit à Streicher :

« J'accède volontiers, mon cher ami, à votre désir de fournir les parties de chant de ma dernière Grand-Messe avec son arrangement pour orgue ou pour piano aux différentes sociétés de chant notamment parce que ces sociétés, dans les solennités publique mais surtout religieuses, peuvent être d'une efficacité extraordinaire et que mon but capital en composant cette Grand-Messe était de susciter et d'instiller en permanence des sentiments religieux aussi bien chez les chanteurs que chez les auditeurs. »

— Beethoven, lettre à Johann Andreas Streicher, Vienne, le 16 septembre 1824

## Première et publication

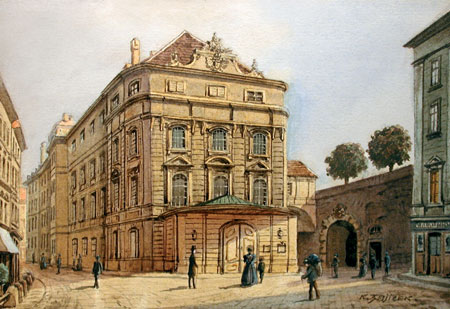
L'ancien Theater am Kärntnertor dessiné par Carl Wenzel Zajicek

La première audition complète de la Missa solemnis a lieu à Saint-Pétersbourg 18 avril 1824 — le tsar et le prince Galitzine avaient en effet souscrit.
En 1824, la Neuvième Symphonie était pratiquement achevée et, comme la Missa solemnis, elle demeurait inédite à Vienne. Prévoyant des frais considérables pour l'exécution d'œuvres de ce volume, Beethoven envisage d'abord une collaboration avec la Gesellschaft der Musikfreunden qui refuse, lui rappelant la commande déjà en partie payée d'un oratorio. Il se tourne ensuite vers les musiciens de Berlin, qui donnent rapidement leur accord de principe, et reprend à nouveau son projet de voyage à Londres et d'établissement en Angleterre. Se produit alors le même phénomène qu'en 1809, lorsque Jérôme Bonaparte, placé par son frère sur le trône de Westphalie, proposait à Beethoven le poste de maître de chapelle à sa Cour : les « élites » viennoises le supplient de donner à Vienne la primeur de ses œuvres. Touché, Beethoven accepte autant pour la défense de la musique allemande face à l'italianisme alors en vogue à Vienne.

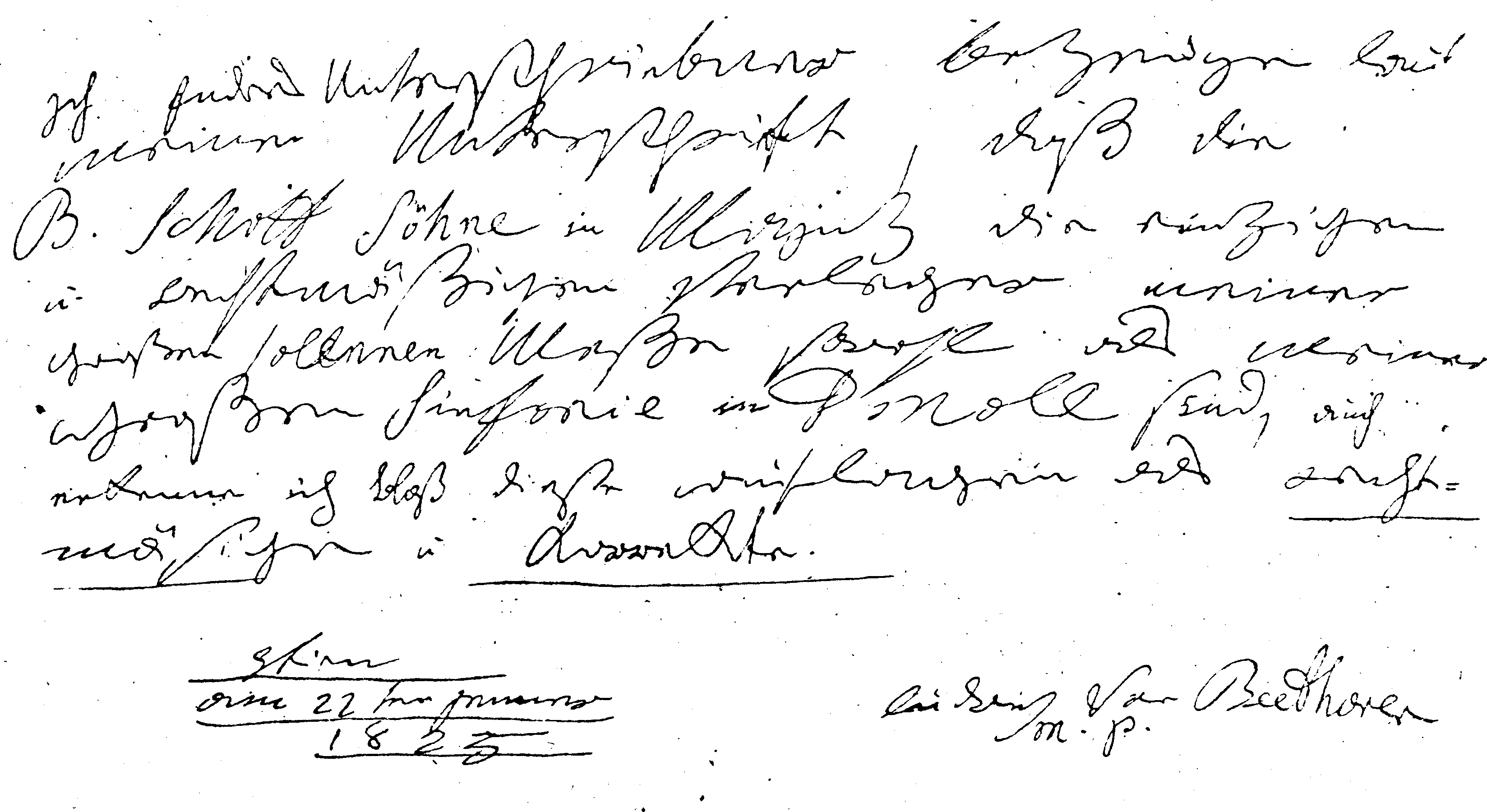
Lettre de Beethoven où il donne à l'éditeur Schott l'exclusivité des droits de publication de la 9e symphonie et de la Missa Solemnis : Ich Endes Unterschriebener bezeuge laut meiner Unterschrift, daß die B. Schott Söhne i Mainz die einzigen und rechtmäßigen Verleger meiner großen solennen Meße sowohl als meiner großen Sinfonie in D-moll sind, auch erkenne ich bloß diese Auflagen als rechtmassige une korrekte.

Après de multiples négociations sur le lieu de la première et le choix du chef, c'est finalement au Kärntnertortheater près de la porte de Carinthie qu'a lieu le concert le 7 mai 1824 sous la direction de Michael Umlauf. On annonce une « grande ouverture » (La Consécration de la maison opus 124), trois grands « hymnes » avec solo et chœurs et une « Grande symphonie » (la Neuvième Symphonie opus 125). C'est que, sous le régime de Metternich alors en cours en Autriche, la censure interdisait la représentation d'une messe dans un concert public. La Missa solemnis ne fut donc créée que partiellement (Kyrie, Credo et Agnus Dei). Le concert est malheureusement un échec financier et le second, organisé le 23 mai 1824, compte peu d'auditeurs.
La Missa solemnis parut en avril 1827, juste après la mort de Beethoven, chez Schott à Mayence et fut entendue pour la première fois intégralement le 29 juin 1830 à Varnsdorf, petite ville à la frontière de la Bohême et de la Saxe, sous la direction du maître de chapelle local Johann Vincenz Richter.

## Musique

### Instrumentation
| Instrumentation de la Missa solemnis de Beethoven                                |
| Cordes                                                                           |
| premiers violons, seconds violons, altos, violoncelles, contrebasses.            |
| Bois                                                                             |
| 2 flûtes traversières, 2 hautbois, 2 clarinettes, 2 bassons, 1 contrebasson      |
| Cuivres                                                                          |
| 4 cors, 2 trompettes, 3 trombones                                                |
| Autres                                                                           |
| 2 timbales, 1 orgue « ad libitum »                                               |
| Voix                                                                             |
| Solistes : soprano, alto, ténor, baryton Chœur : sopranos, altos, ténors, basses |

### Structure
I. Kyrie
1. Kyrie eleison, Assai sostenuto, en ré majeur, à , 85 mesures.
2. Christe eleison, Andante assai ben marcato, en fa dièse mineur, à 
, 43 mesures.
3. Kyrie eleison, Tempo I, en ré majeur, à , 95 mesures.

II. Gloria
1. Gloria in excelsis, Allegro vivace, en ré majeur, à 
, 128 mesures.
2. Gratias agimus tibi, Meno Allegro, en ré mineur, à 
, 102 mesures.
3. Qui tollis, Larghetto, en ré mineur, à , 79 mesures.
4. Quoniam, Allegro maestoso, en la majeur, à 
, 50 mesures.
5. In Gloria Dei Patris, Allegro, ma non troppo e ben marcato, en ré majeur, à , 98 mesures.
6. Amen, Poco più allegro, en ré majeur, à , 35 mesures.
7. Gloria in excelsis Deo, Presto, en ré majeur, à 
, 44 mesures.

III. Credo
1. Credo, Allegro ma non troppo, en si bémol majeur, à , 123 mesures.
2. Et incarnatus est, Adagio, en ré mineur, à 
, 31 mesures.
3. Crucifixus, Adagio espressivo, en ré mineur, à 
, 31 mesures.
4. Et resurrexit, Allegro molto, en fa majeur, à , 75 mesures.
5. Credo in spiritum sanctum, Allegro ma non troppo, en ré mineur, à , 41 mesures.
6. Et vitam venturi seculi, Allegretto ma non troppo, en si bémol majeur, à 
, 126 mesures.
7. Amen, Grave, en si bémol majeur, à 
, en 39 mesures.

IV. Sanctus
1. Sanctus, Adagio, en ré majeur, à 
, 33 mesures.
2. Pleni sunt cœli, Allegro pesante, en ré majeur, à , 18 mesures.
3. Osana, Presto, en ré majeur, à 
, 57 mesures.
4. Benedictus, Andante molto cantabile e non troppo mosso, en sol majeur, à 
, 123 mesures.

V. Agnus Dei
1. Agnus Dei, Adagio, en si mineur, à , 95 mesures.
2. Dona nobis pacem, Allegretto vivace, en ré majeur, à 
, 93 mesures.
3. Tempo I, à 
, 44 mesures.
4. Presto, en ré majeur, à , 202 mesures.

#### Kyrie
En marge du Kyrie, Beethoven note : « Vom Herzen ! Möge es wieder zu Herzen gehen » (Venu du cœur ! Puisse-t-il retourner au cœur !). Un critique avait écrit en 1807 ou 1808 à propos de la Sonate Appassionata opus 57 : « Vom Herzen zu Herzen » Kirkendale ne voit pas là une simple effusion romantique, et rappelle qu'un siècle et demi auparavant Bossuet avait appelé le texte du Kyrie « le langage du cœur ».

« Dès l'entrée du Kyrie, on éprouve une impression de grandeur qui n'a d'égale que celle donnée par l'entrée similaire dans la Messe en si mineur de Bach. C'est le genre humain tout entier qui implore la miséricorde divine. Bientôt la tonalité ré majeur s'infléchit vers le relatif mineur ; une sorte de marche pénible nous montre le Fils de Dieu descendu sur terre ; mais le mot : Christe, établi sur la même musique que : Kyrie, symbolise l'identité des deux personnes en un seul Dieu, tandis que le troisième Kyrie, représentant l'Esprit saint, troisième personne participant à la même divinité que les deux autres, la sous-dominante, s'infléchit comme trait d'union des trois représentations d'un Dieu unique. »

— Vincent d'Indy

#### Gloria
À côté du début du Gloria, Beethoven inscrit : « Gott über alles. Gott hat mich nie verlassen » (Dieu au-dessus de tout. Dieu ne m'a jamais abandonné).

« Le Gloria s'impose brillamment par une fanfare de trompette confiée aux contralti du chœur. […] Après le cris de gloire, tout se calme subitement sur les mots : pax hominibus etc. ; et c'est déjà comme l'esquisse, en ses degrés essentiels, du grand thème de Paix qui conclura l'œuvre. […] La sonnerie de trompette qui sert de pivot à tout ce morceau, se fait entendre presque constamment, toutes les fois au moins, que les paroles désignent un appel à la force ou un symbole de puissance. »

— Vincent d'Indy

#### Credo
Une lecture du credo (symbole des Apôtres et symbole de Nicée)

« Avec le Credo, nous rentrons dans la cathédrale pour ne plus en sortir. — Et n'est-ce pas, même plastiquement, une vraie cathédrale, que ce Credo, ce monument sublime de la foi catholique, avec sa division, si tranchée, en trois nefs, celle du milieu aboutissant à l'autel du sacrifice: Et Homo factus est? […] [Il] est divisé en trois grandes parties suivant le système trinitaire en usage dans un grand nombre de pièces liturgiques. »

— Vincent d'Indy

#### Sanctus
« Dans le Sanctus, Beethoven, respectueux de la liturgie catholique et sachant que, durant le mystère de la Consécration, nulle voix ne doit se faire entendre, Beethoven est parvenu, par la puissance de son génie, à sublimer le silence. Ce Præludium, qui laisse à l'officiant le temps de consacrer le pain et le vin, est, à notre sens, une inspiration infiniment plus haute de pensée que le charmant concerto de violon et de voix qui le suit. »

— Vincent d'Indy
Kirkendale observe à ce propos que dans le Livre d'Isaïe, le Sanctus est l'hymne des anges au-dessus du temple de Jérusalem, et que les trompettes étaient des instruments tant des anges que des prêtres du temple.
Le Præludium orchestral polyphonique en sol majeur (sostenuto ma non troppo) séparant l’Osanna du Benedictus, sans équivalent dans les messes orchestrales des autres grands compositeurs, se justifie pleinement d'un point de vue liturgique pendant l'élévation. Un violon solo dans l'aigu superposé au dernier accord du Præludium fait le lien avec le Benedictus (andante molto cantabile e non troppo en sol majeur), où cet instrument est traité en soliste d'un bout à l'autre en un rythme à 12/8 et dans une atmosphère quasi pastorale se maintenant pour la reprise de l’Osanna.

#### Agnus Dei
« C'est dans cette pièce et dans le prélude pour la Consécration, que le sentiment religieux de Beethoven apparaît le plus clairement. Tout le long début, où l'humanité implore la miséricorde de l'Agneau divin, est d'une beauté encore inégalée dans l'histoire musicale. En l'examinant attentivement, on découvrira combien cette imploration latine, c'est-à-dire douée de l'effusion particulièrement catholique, est différente de la prière grecque du Kyrie, prière plus ordonnée, il est vrai, à la manière de l'art antique, mais moins affectueuse et moins pressante. Et si cette prière-là monte, si haletante, vers l'autel de l'Agneau, victime de la Haine, c'est qu'elle implore de lui la paix: « paix intérieure » et « extérieure », a écrit Beethoven. Plus de pensées haineuses, plus de luttes intimes ou de profonds découragements ; le thème de la Paix a jailli, lumineux et calme, hors du ton indécis de si mineur, il nous rend enfin la tonalité de ré majeur, celle de la Foi, celle de l'Amour, celle dont s'est enveloppée la Charité, dans la IXe Symphonie. »

— Vincent d'Indy
La première partie du mouvement, Adagio, s'articule autour d'un long dialogue entre chœur et solistes, qui interviennent à tour de rôle. Beethoven donne ici l'impression d'amplification progressive et structurée, rendue par l'augmentation graduelle du nombre de voix et de la complexité orchestrale.

## Repères discographiques
- Arturo Toscanini, Westminster Choir, NBC Symphony Orchestra, 1940 (Music and Arts)[13],[14]
- Arturo Toscanini, NBC Symphony Orchestra, 1953 (RCA)
- Karl Böhm, Orchestre philharmonique de Berlin, 1955 (DG)
- Herbert von Karajan, Wiener Singverein, Philharmonia Orchestra, 1959 (Testament)[15]
- Otto Klemperer, Philharmonia orchestra, 1963 (Testament)[16],[17]
- Gunter Wand, Chœurs et Orchestre du Gürzenich de Cologne, 1963 (Testament)[18]
- Otto Klemperer, Philharmonia orchestra, 1963 (EMI Classics)[19],[20]
- Herbert von Karajan, Wiener Singverein, Orchestre philharmonique de Berlin, 1966 (DG)
- Karl Böhm, Orchestre philharmonique de Vienne, 1974 (DG)
- Herbert von Karajan, Orchestre philharmonique de Berlin, 1975 (EMI Classics)[21]
- Carlo Maria Giulini, London Philharmonic Orchestra, 1975 (EMI Classics)[22]
- Sir Colin Davis, Chœurs et Orchestre symphonique de Londres, 1978 (Philips)
- Leonard Bernstein, Concertgebouw Orchestra Amsterdam, 1979 (DG)[23],[24]
- Herbert von Karajan, Orchestre Philharmonique de Berlin, 1979 (DG, DVD)[25]
- John Eliot Gardiner, Monteverdi Choir, Orchestre Révolutionnaire et Romantique, 1989, (DG Archiv Produktion)[26],[27],[28]
- Jeffrey Tate, Tallis Chamber Choir, English Chamber Orchestra, 1990 (EMI Classics)
- James Levine, Orchestre philharmonique de Vienne, 1992 (DG)
- Nikolaus Harnoncourt, Chamber Orchestra of Europe, Arnold Schoenberg Chor, Eva Mei (en), Marjana Lipovsek, Anthony Rolfe Johnson, Robert Holl (en), Festival de Salzbourg 1992 (Teldec)[29],[30],[31]
- Philippe Herreweghe, Orchestre des Champs-Élysées, 1995 (Harmonia Mundi)[32]
- David Zinman, Orchestre de la Tonhalle de Zurich, 2001 (Arte Nova)
- Philippe Herreweghe, Orchestre des Champs-Élysées, 2012 (PHI)[33]
- Nikolaus Harnoncourt, Concentus Musicus Wien, Arnold Schoenberg Chor, 2015 (Sony)[34]
- Bernard Haitink, Symphonieorchester und Chor des Bayerischen Rundfunks, 2014 (BR Klassik)[35],[36]